# Ebenfurth
Ebenfurth je malé město v okrese Vídeňské Nové Město v rakouské spolkové zemi Dolní Rakousy. Žije zde přibližně 3 200 obyvatel.

## Geografie
Ebenfurth leží v Industrieviertelu (Průmyslové čtvrti) ve Vídeňské pánvi. Plocha území města je 23,56 kilometrů čtverečních, z toho 19,72 % plochy je zalesněno. 
Na území města pramení řeka Fischa, samotným Ebenfurthem protéká Warme Fischa a po jihovýchodní hranici Litava, která ho odděluje od města Neufeld an der Leitha v Burgenlandu.
Značnou část západní části katastru zabírá vojenský prostor Großmittel s rozsáhlými plochami suchých trávníků.
Město sestává z katastrálních území:
- Ebenfurth
- Haschendorf (s osadou Großmittel)

### Sousední obce
Sousedními obcemi (od severu ve směru hodinových ručiček) jsou:
- na severu Pottendorf
- na východě Hornstein (Burgenland)
- na jihu Zillingdorf
- na jihovýchodě Neufeld an der Leitha (Burgenland)
- na jihozápadě Eggendorf
- na západě Sollenau

## Historie
Před naším letopočtem bylo území pod keltským královstvím Noricum a patřilo s okolím ke keltskému výšinnému hradu na Burgbergu v Rosaliengebirge.
Později, v době římské patřil nynější Ebenfurth k provincii Pannonia.
V římské době se využívaly cesty vedoucí od Šoproně do Vídně v několika větvích. Byl zde také brod přes řeku Litavu, která vytvářela hranici s Uhrami. V místě pozdějšího zámku Ebenfurth stála tu pevnost z počátku 12. století. První písemná zmínka o Ebenfurthu z roku 1160 dokumentuje stavbu pevnosti. Tato stavba byla zpočátku ve vlastnictví rodu Feldsberger-Seefelderů a kolem roku 1270 získali majetek Pottendorfové, kteří zde měli právo mýta.
Jelikož hranici mezi Rakouskem a Uhrami v těchto místech po staletí tvořila řeka Litava, byl Ebenfurth až do roku 1920 zemským přechodem do uherského Neufeldu (Lajtaújfalu). Poté se z této hranice stala vnitrostátní zemská hranice mezi Dolními Rakousy a Burgenlandem. 
V letech 1915 až 1934 byla v Ebenfurthu parní elektrárna pro město Vídeň. Na jejím místě je dnes rozvodna elektrické energie pro Vídeň.

## Politika
Starostou města je Alfredo Rosenmaier.
V městském zastupitelstvu je 21 křesel rozděleno po obecních volbách 14. března 2010 podle získaných mandátů takto:
- SPÖ 18
- ÖVP 3

### Vývoj počtu obyvatel
- 1971 – 2272
- 1981 – 2249
- 1991 – 2359
- 2001 – 2609

## Hospodářství a infrastruktura
Nezemědělských pracovišť bylo v roce 2001 87, zemědělských a lesnických pracovišť bylo v roce 1999 19. Počet výdělečně činných obyvatel podle sčítání lidu v roce 2001 bylo 1188, tj. 46,83 %.

### Doprava
Ebenfurth leží poblíž „Jihovýchodní dálnice A3“, která spojuje severní Burgenland s Vídní. Přímo městem prochází „Litavská silnice B60“ spojující Fischamend a Ebreichsdorf s regionálním centrem Vídeňské Nové Město.
Město leží na „Pottendorfské železnici", která je alternativním spojením Vídně a Vídeňského Nového Města. Ebenfurth je také koncovou stanicí maďarsko-rakouské železniční trati Győr-Sopron-Ebenfurti Vasút, která odsud vede do Wulkaprodersdorfu a dále do Šoproně. 